# Alfa Romeo Pandion
L’Alfa Romeo Pandion est un concept car présenté au salon de Genève en 2010 à l’occasion du centième anniversaire d’Alfa Romeo. Il préfigure ce qui devait être la remplaçante de la Brera. C’est un coupé sportif 2 + 2 dessiné par Mike Robinson de chez Bertone. 

## Présentation

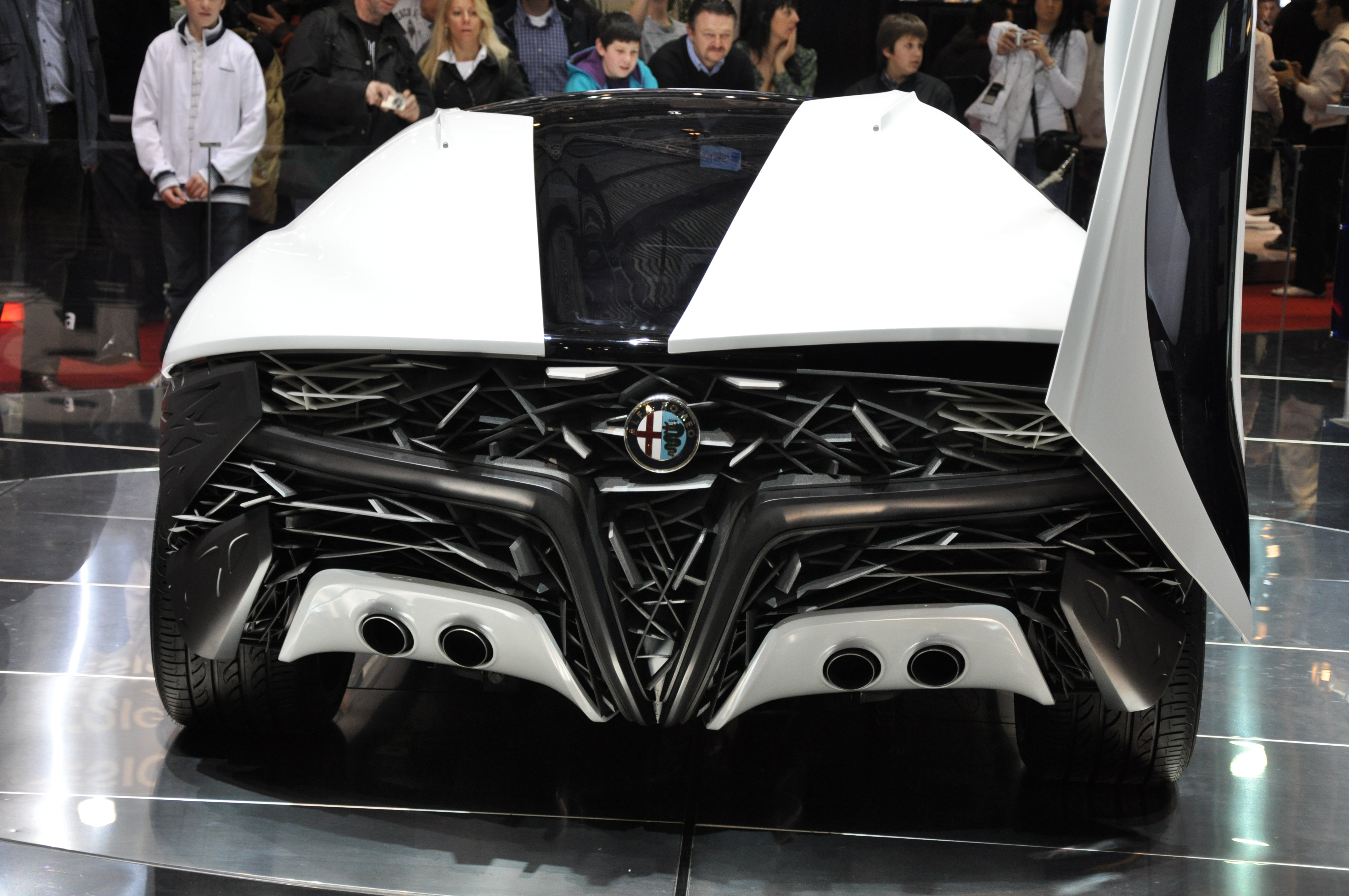
Vue arrière de la Pandion

La base de la Pandion est la même que la 8C. Elle utilise son moteur 4,7 litres à 8 cylindres en V (amplitude 90°) capable de l’amener à 320 km/h et d’accélérer de 0 à 100 km/h en seulement 3,9 secondes. 
Même si la Pandion paraît extrêmement futuriste, on remarque au premier coup d’œil des éléments qui nous rappelle bien que c’est une Alfa Romeo : par exemple, la présence du scudetto à l’avant et les jantes frappés du logo Alfa. 
Mais la principale nouveauté n’est pas au niveau du moteur mais bien côté carrosserie. En effet, ses portes s’ouvrent de 90° vers l’arrière et, au niveau de ses flancs, la carrosserie se confond avec les vitres pour laisser entrevoir l’intérieur de l’habitacle.
Le nom « Pandion » provient du Pandion Haliaetus ou en français Balbuzard pêcheur. Mike Robinson s’est inspiré de ce rapace pour dessiner une voiture aux traits agressifs avec des portes qui ne sont pas sans rappeler les ailes du volatile.

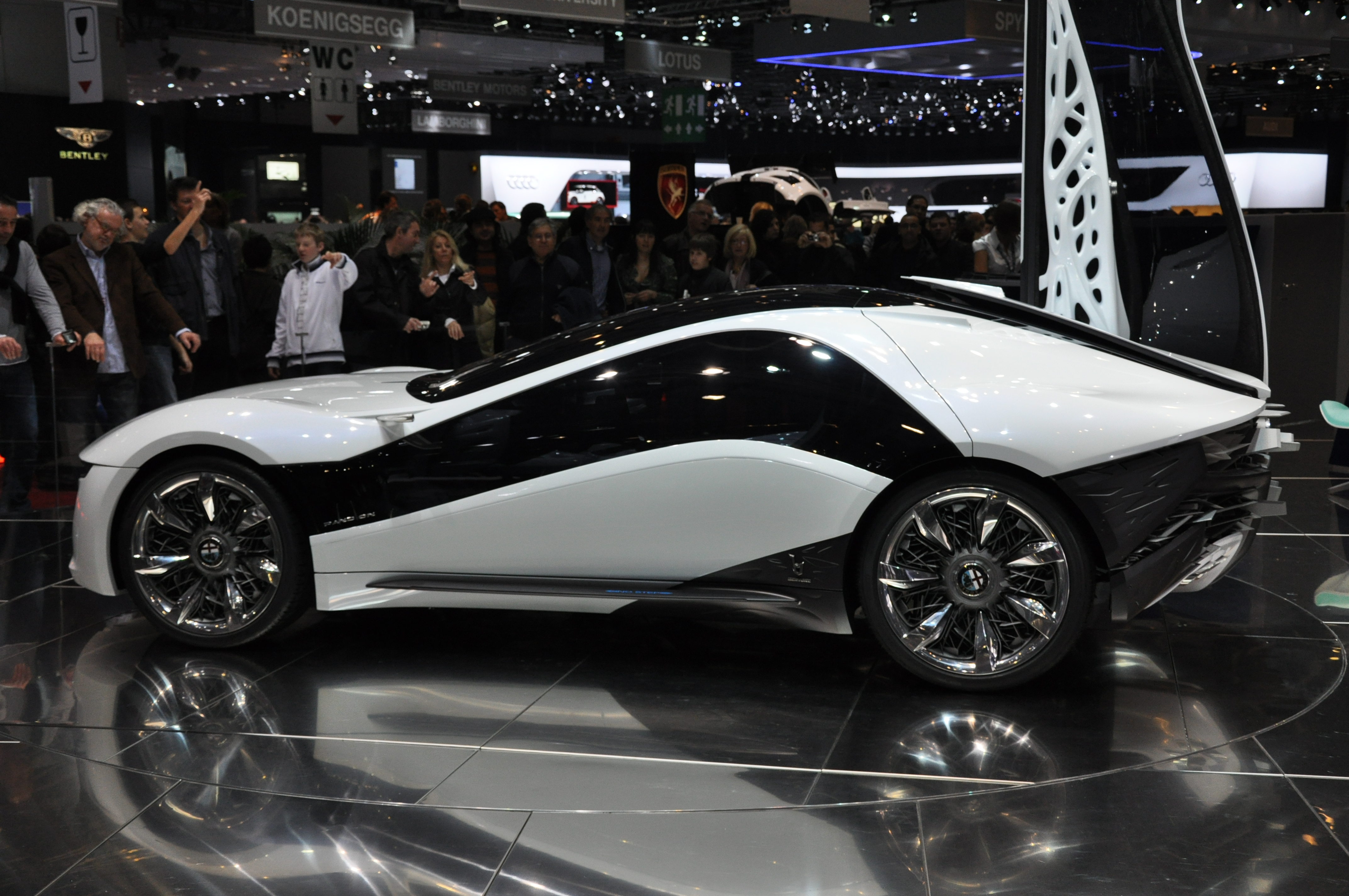
Vue latérale